# Јиржи Карасек зе Лвовиц
Јиржи Карасек зе Лвовиц (чеш. Jiří Karásek ze Lvovic; Праг, 24. јануар 1871 – Праг 5. март 1951) био је чешки књижевник, колекционар и књижевни критичар. Значајни је представник декаденције у чешкој књижевности, кога су противници називали Краљем позера. У својим делима писао је о слободној љубави, хомосексуалности, некрофилији, пролазности и смрти. Као вид протеста против баналности и осредњости живота оновремене масе, Карасек је створио особен естески и изоловани свет аристократских појединаца, издвојених од свакодновног живота и уобичајних друштвених односа. У таквом свету његови јунаци култивишу своје дивље страсти и приватне фантазије. Као писац и критичар био је близак поступку натурализма и импресионизма.
Додатак зе Лвовиц придодао је свом имену тврдећи да је потомак шеснаестовековног астронома Циприана Лвовицкехоа зе Лвовица.

## Биографија
Рођен је 24. јануар 1871. у Прагу, где је завршио средњу школу. Наставио је школовање на богословском факултету, где је провео мање од две године. На годину дана напустио је Чешку живећи у Баварској, да би се 1891. вратио у свој родни град и запослио као службеник у пошти. Касније је именован за директора поштанског музеја, библиотеке и архива.
Заједно са Арноштем Прохазком 1894. основао је часопис Модерни преглед (Moderní revue), у којем је углавном објављивао стваралаштво чешке и француске декаденције. У јунском броју 1895. Карасек је написао чланак у одбрану хомосексуалности, и на тај начин написао њену прву јавну одбрану у чешкој историји. Пошто је сам Карусек био геј, тема му је била веома блиска. Убрзо је покренуо "часопис за сексуалне реформе" Глас (Hlas), неку врсту пионирског геј часописа. Након његовог гашења покренуо је сличан часопис под називом Нови глас (Nový hlas).
Током свог живота прикупио је велику приватну библиотеку (48.000 наслова) и колекцију словенске уметности и графике (40.000 примерака). Ту такозвану Карасекову колекцију донирао је удружењу Соко смештеном у Тиршовом дому у Прагу, под условом да буде њен управник до краја живота. Од 1954. колекција је део Музеја чешке књижевности. Интересовао се за окултизам и био је члан херметичког друштва Hermetik Universalia.
Умро је од запаљења плућа 1951.

## Стваралаштво
Карасек је аутор неколико збирки поезије, романа и приповетки. Писао је под утицајем Шарла Бодлера, Пола Верлена, Оскара Вајлда и Фридриха Ничеа. Посебан утицај на његово стваралаштво извршио је и Аугуст Стринберг, кога је у свом есеју назвао апостолом истине, револуционарним писцем преломног периода, и ствараоцем који је пригрлио нову, аристократску, културну тачку гледишта.
Његова поезија носи типичне особине декаденције (морбидну еротику, развратност, болешљивост, аристократизам, идеализацију патолошког итд). Због мотива присутних у његовој поезији, често је наилазио на осуду. Тако је целокупни тираж друге песничке збирка Содома  заплењен под оптужбом за неморалност. Наводно је своју поезију писао у замраченој соби, окружен увелим цвећем.
Карасекова проза писана је у традицији готског романа. У њој је присутан егзотични и бизаран свет насељен мистицима, демонима, тровачима и чаробњацима. У роману Ганимед из 1925. варирао је мит о голему. У њему вајар Јерген Мелер оживљава своју скулптуру прелепог младића, као вид компензације сопствене физичке ружноће. Данас се поједини делови његовог прозног опуса сврставају у научну фантастику.
Његово дело утицало је на чешког сликара и графичара Јана Зрзавија.

## Одабрана дела
- Зазидани прозори (Zazděná okna, 1894)
- Содома (Sodoma, 1895)
- Рукавац (Stojaté vody, 1895)
- Аристократска књига (Kniha aristokratická, 1896)
- (1897)
- Готичка душа (Gotická duše, 1900)
- Импресионистичко и иронично (Impresionisté a ironikové, 1903)
- Разговори са смрћу (Hovory se smrtí, 1904),
- Романи о три чаробњака: Манфред Макмилен, Скарабеус (Балегар), Ганимед (Romány tří mágů: Román Manfreda Macmillena (1907), Scarabaeus (1908), Ganymedes (1925))
- Ендимион (Endymion, 1909)
- Острво прогнаних (Ostrov vyhnanců, 1912)
- Песме скитнице о животу и смрти (Písně tulákovy o životě a smrti, 1930)
- Изгубљени рај (Ztracený ráj, 1938)
- Последња берба (Poslední vinobraní, 1946)
- Успомене (Vzpomínky, 1994, постхумно)